# Relations entre Chypre et la Norvège
Les relations entre Chypre et la Norvège sont les relations extérieures entre Chypre et la Norvège.

## Histoire
Les relations diplomatiques entre Chypre et la Norvège ont été établies le 22 mars 1963. Chypre est représentée en Norvège par son ambassade à Stockholm, en Suède, et deux consulats honoraires, l'un à Oslo et le second à Kristiansand. La Norvège est représentée à Chypre par son ambassade à Athènes, en Grèce, et par un consulat honoraire à Nicosie. Les deux pays sont membres du Conseil de l'Europe.